# Уилям Офелейн
Уилям Антъни „Бил“ Офелейн (на английски: William Anthony "Bill" Oefelein) е американски пилот и астронавт от НАСА, участник в един космически полет.

## Образование
Уилям Офелейн завършва колежа West Anchorage High School в Анкъридж, Аляска през 1983 г. През 1988 г. получава бакалавърска степен по електроинженерство от университета на Орегон, а през 1998 г. става магистър по авиационни системи в Аерокосмическия институт на Тенеси.

## Военна кариера
Уилям Офелейн постъпва на активна военна служба в USN през 1988 г. с чин мичман. През септември 1990 г. става пилот на изтребител F-18 Хорнет. Зачислен е в състава на бойна ескадрила 146, базирана на самолетоносача USS Nimitz (CVN-68). Взема участие в Операция Южен патрул. Извършва патрулиращи полети над територията на Ирак. След приключване на мисията завършва академията в Мирамар, Калифорния, по-известна като ТОП ГЪН АКАДЕМИ. През декември 1995 г. завършва школата за тест пилоти в Мериленд. До февруари 1997 г. служи в школата като тест пилот на изтребителя F-18. Преди селекцията му за астронавт става главен оперативен офицер на 8 - мо авиокрило, базирано на самолетоносача USS George H.W. Bush (CVN-77). В кариерата си има над 3000 полетни часа на 50 различни типа самолети и 200 кацания на палубата на самолетоносач.

## Служба в НАСА
Уилям Офелейн е избран за астронавт от НАСА на 4 юни 1998 г., Астронавтска група №17. Взема участие в един космически полет и има 308 часа в космоса.

### Полет
| Космически полет на Уилям Антъни „Бил“ Офелейн                   | Космически полет на Уилям Антъни „Бил“ Офелейн | Космически полет на Уилям Антъни „Бил“ Офелейн | Космически полет на Уилям Антъни „Бил“ Офелейн | Космически полет на Уилям Антъни „Бил“ Офелейн | Космически полет на Уилям Антъни „Бил“ Офелейн | Космически полет на Уилям Антъни „Бил“ Офелейн |
| №                                                                | Дата                                           | КК                                             | Емблема на мисията                             | Функции                                        | Продължителност                                |                                                |
| ---------------------------------------------------------------- | ---------------------------------------------- | ---------------------------------------------- | ---------------------------------------------- | ---------------------------------------------- | ---------------------------------------------- | ---------------------------------------------- |
| 1                                                                | 9 декември 2006                                | „Дискавъри“, мисия STS-116                     |                                                | Пилот                                          | 12 денонощия 20 часа 44 мин. 16 сек.           |                                                |
| Сумарно време в космоса – 12 денонощия 20 часа 44 минути 16 сек. |                                                |                                                |                                                |                                                |                                                |                                                |

## Уволнение
Уилям Офелейн е уволнен от НАСА на 8 март 2007 г. заедно с колежката си Лайза Новак - първи такъв случай в историята на агенцията. През есента на 2008 г. напуска под натиск и USN. Започва частен бизнес в Аляска и през 2010 г. се оженва за Колин Шипман. От първия си брак има две деца, които живеят при първата му съпруга.

## Награди
- Въздушен медал;
- Медал за похвала на USN;
- Медал за постижения на USN.